# Valle de Ignacio Allende
Valle de Ignacio Allende är en kommunhuvudort i Mexiko.   Den ligger i kommunen Allende och delstaten Chihuahua, i den centrala delen av landet, 1 100 km nordväst om huvudstaden Mexico City. Valle de Ignacio Allende ligger 1 593 meter över havet och antalet invånare är 4 198.
Terrängen runt Valle de Ignacio Allende är huvudsakligen en högslätt. Valle de Ignacio Allende ligger nere i en dal.  Trakten runt Valle de Ignacio Allende är nära nog obefolkad, med mindre än två invånare per kvadratkilometer. Valle de Ignacio Allende är det största samhället i trakten. Omgivningarna runt Valle de Ignacio Allende är i huvudsak ett öppet busklandskap.